# Allée couverte von Saint André

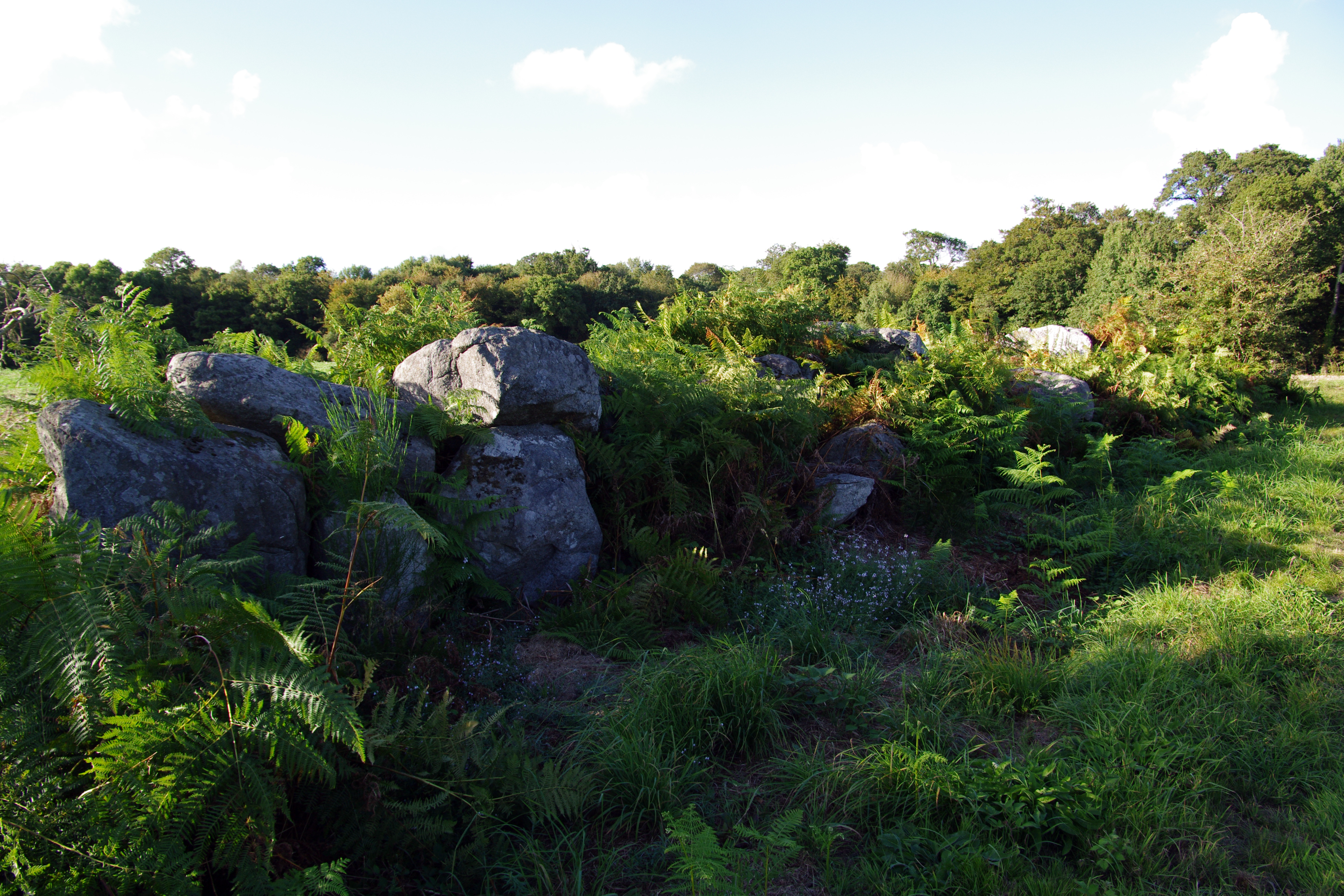
Allée couverte von Saint André

Die Allée couverte von Saint André (auch Allée couverte des Kervès genannt) liegt zusammen mit der auch Alignement de la Forêt Saint-Aubin genannten Steinreihe beim Weiler Saint André, nördlich von Plédéliac bei Lamballe im Département Côtes-d’Armor in der Bretagne in Frankreich.

## Galeriegrab
Das Galeriegrab ist stärker ruiniert. Es war etwa 23,0 m lang und 2,1 m breit und zwischen 1984 und 1986 Gegenstand einer Rettungsgrabung unter der Leitung von O. Kayser. Es besteht wie der benachbarte Menhir von Guihalon aus Gabbroplatten aus dem nahen Trégomar. Die Orthostaten sind teils zusammengebrochen. Im Nordosten gibt es eine Endkammer mit gepflastertem Boden, die vom letzten Deckstein der Kammer mit bedeckt wird. Die drei Orthostaten der Westseite sind durch Trockenmauern verbunden. An der Ostseite blieb eine Platte erhalten und die Grube einer zweiten Platte wurde erkannt. Die Hauptkammer ist unter dem Gewicht der Deckenplatten und einer leichten Neigung des Bodens sehr gestört. Nur auf der Westseite wurden Überreste des Cairns identifiziert.

## Steinreihe
Die Steinreihe besteht aus zehn Blöcken, die alle umgefallen sind. Die Steine sind unregelmäßig und klobig. Ein dreieckiger Block ist 1,6 m hoch, 2,8 m breit und 0,5 m dick. Eine andere Platte ist 2,0 m lang und breit.
Die Funde bestanden aus kleinen Feuersteinabschlägen und einer kleinen Scherbe.